# Cinta Rayat
Cinta Rayat is een bestuurslaag in het regentschap Karo van de provincie Noord-Sumatra, Indonesië. Cinta Rayat telt 2598 inwoners (volkstelling 2010).